# Landler (Protestanten)
Als Landler oder Siebenbürger Landler (rumänisch Landleri) bezeichnet man die Protestanten, die unter Karl VI. und Maria Theresia in der Zeit von 1734 bis 1756, u. a. aus dem österreichischen Kernland in das einzige Gebiet der Habsburgermonarchie, in dem der Protestantismus geduldet wurde, nach Siebenbürgen in die Nähe der Stadt Hermannstadt (heute Kreis Hermannstadt, Rumänien) deportiert wurden.

## Politischer Hintergrund
Reformation und Gegenreformation waren Kräfte, die im 16., 17. und 18. Jahrhundert eine gewaltige Wirkung ausübten, und dies nicht allein auf kirchlichem Gebiet. Macht und Religion waren eng verbunden, hoheitliche Macht durch Religion abgesichert. Spätestens seit dem Augsburger Religionsfrieden von 1555 wurde die Konfession zu einem Instrument des sich ausbildenden regionalen Absolutismus.
Erstmals im reichsunmittelbaren Erzstift Salzburg führte die Anwendung des Prinzips von Augsburg und von Osnabrück (Westfälischer Frieden 1648) cuius regio, eius religio zur Austreibung derjenigen, die sich zu dem Glauben des Landesherrn nicht bekehren ließen, hier der Protestanten. 1684/85 verbannte Fürstbischof Max Gandolf von Kuenburg Einwohner seines Fürstentums ihres Glaubens wegen. 1731/32 vertrieb Leopold Anton von Firmian durch sein Emigrationspatent Anhänger der Augsburgerischen Konfession aus seinem Hoheitsgebiet unter dem Vorwand, sie seien Rebellen. Dazu erbat und erhielt er militärische Unterstützung von Karl VI., welchem allerdings klar gewesen sein muss, dass sein Reich durch solche Vertreibungen eine nicht unerhebliche Zahl tüchtiger Untertanen, sogn. „Kontribuenten“, mithin Steuerzahler, an seinen bedeutendsten Rivalen, Friedrich Wilhelm I. von Preußen, verlor.
Ungeachtet dessen richtete sich das Augenmerk seiner Tochter Maria Theresia, welche die Herrschaft 1740 in den habsburgischen Ländern übernahm, geraume Zeit nach ihrem Regierungsantritt auf die Frage der Glaubenseinheit ihrer Untertanen, und sie entschied sich zur Bekämpfung des Protestantismus, um – zumindest in den österreichischen Erblanden – eine religiös homogene (römisch-katholische) Bevölkerung zu gewährleisten.

## Transmigration

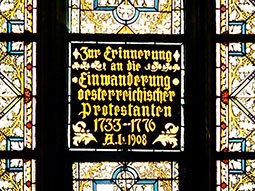
„Landlerfenster“ in der evangelischen Stadtpfarrkirche von Hermannstadt zum Gedenken an die Einwanderung der Landler

Die Deportation von Protestanten unter Karl VI. aus den habsburgischen Ländern wurde beschönigend als „Transmigration“ bezeichnet und nahm ihren Ausgang in den Jahren 1734–1737.
Es wurden über 800 Menschen nach Siebenbürgen deportiert, davon knapp 200 aus Kärnten (Buchinger, 1980). Die aus dem Salzkammergut stammenden „Transmigranten“ wurden in Südsiebenbürgen auf dem Königsboden angesiedelt. Da dieses Gebiet durch Türkenkriege und Pest stark entvölkert worden war, bekamen die vertriebenen Oberösterreicher leerstehende Bauernhöfe in den Gemeinden Großpold im Unterwald sowie in Großau und Neppendorf bei Hermannstadt zugewiesen. Die restlichen Landler außerhalb dieser drei Dörfer assimilierten sich schnell an die Siebenbürger Sachsen. Einige Familien der Landler (Kleinsasser, Hofer, Waldner, Wurz und Glanzer) schlossen sich um 1762 den täuferischen Hutterern an, die später nach Russland und schließlich nach Nordamerika emigrierten.
Das Land war wirtschaftlich schwer geschädigt, weite Landstriche waren verwüstet, ganze Dörfer entvölkert. Die geplante Ansiedlung in den entvölkerten Dörfern der Siebenbürger Sachsen stieß zuerst auf wenig Gegenliebe bei der ansässigen Bevölkerung, stellte sich jedoch bald als eine sehr vorteilhafte Entscheidung heraus.
1752 bis 1756 erfolgten weitere Transmigrationen, in deren Verlauf über 2000 Menschen aus dem sogenannten „Landl“, dem Kerngebiet Oberösterreichs (entspricht etwa dem Gebiet zwischen Wels, Gmunden und Vöcklabruck) und mehr als 1100 aus Innerösterreich, das heißt aus Kärnten und der Steiermark, nach Siebenbürgen deportiert wurden. Dort war die Bevölkerungszahl mittlerweile aber wieder angestiegen – unter anderem durch die vermehrte Sesshaftwerdung von Rumänen auf dem Königsboden – und es gab kaum mehr herrenlose Höfe. Es konnten sich in dieser Spätphase nur noch jene Deportierten in den sächsischen Dörfern ansiedeln, die genügend Eigenmittel besaßen. Die Übrigen ließen sich in Städten nieder, soweit sie die ersten Notjahre überlebten.
Zur Abwicklung der Transmigrationen wurde 1754 in der Vorstadt von Hermannstadt ein großer Gebäude-Komplex errichtet, der Theresianum genannt wurde (ähnlich der Fuggerei in Augsburg). Vor diesem Bauwerk erinnert ein Denkmal an seine Gründerin Maria Theresia.

## Besonderheiten
In den Landlergemeinden Neppendorf, Großau und Großpold  vermischten sich die Neuankömmlinge nur selten mit den dortigen Siebenbürger Sachsen. So ist der österreichisch-deutsche Dialekt, das Landlerische, bis heute erhalten geblieben und wird sowohl bei den nach Deutschland ausgewanderten als auch von den wenigen in den landlerischen Dörfern verbliebenen Landlern gepflegt. In zwei Gemeinden, in Großpold und in Neppendorf, stellten die Landler mit der Zeit die Mehrheit der deutschsprachigen Bewohner.
Die politische Vertretung der Landler und der anderen deutschsprachigen Gruppen im heutigen Rumänien ist das DFDR (Demokratisches Forum der Deutschen in Rumänien). Ihr heute einflussreichster Vertreter in Siebenbürgen ist der Landler Martin Bottesch, der Kreisratsvorsitzende des Kreises Hermannstadt.